# Ilha de Lagos
Ilha de Lagos é a principal e central área de governo local da metropolitana Lagos na Nigéria. Ela é a parte da Divisão Lagos. Como preliminar do censo nigeriano 2006, a LGA tinha uma população de 212,700 em uma área de 9.26 km². A LGA só cobre metade da parte ocidental da ilha de Lagos, a metade oriental está sob a jurisdição do LGA de Eti-Osa.
Está situado na lagoa Lagos, um grande porto protegido na costa da África, a ilha era o lar dos iorubás aldeia pesqueira de Ecô, que cresceu na moderna cidade de Lagos. A cidade expandiu-se agora para as ilhas vizinhas bem como o continente adjacente. É bastante povoada e tentativas de ampliação de novas estradas ao longo da lagoa de Lagos, para melhorar a circulação.

## Estrutura
A ilha de Lagos é ligada ao continente por três grandes pontes que cruzam a lagoa de Lagos ao distrito de Ebute Metta. Também é ligada pelas ilhas vizinhas de Ikoyi e Victoria. O porto de Lagos, distrito de Apapa aponta para o lado oeste da ilha. Formando o principal distrito comercial de Lagos, a ilha de mesmo nome acolhe os principais prédios do governo, shoppings e escritórios. A parte mais pobre localiza-se ao lado leste da ilha, contendo os principais mercados e casas humildes. A ilha briga ainda, as igrejas Católica e Anglicana, além de uma Mesquita.

## História
A ilha de Lagos (Issalecô) serviu de abrigo para o Quartel General brasileiro de Lagos, onde a maioria dos escravos fixou-se. Várias famílias viviam na rua principal em Marina.